# Sudans flagga
Sudans flagga är en trikolor i de panarabiska färgerna rött, vitt och svart, med en grön triangel vid den inre kanten. Flaggan antogs av Sudan den 20 maj 1970 och har proportionerna 1:2.

## Symbolik
Färgerna är de traditionella panarabiska och flaggans uppbyggnad påminner om flera andra arabiska länders flaggor. Den gröna triangeln vid flaggans inre ("vänstra") kant återfinns även i Jordaniens flagga. I den sudanesiska flaggan står rött för kampen och de sudanesiska och arabiska martyrerna. Vitt står för islam, fred, optimism, ljus och kärlek. Svart representerar Sudan och Mahdistupproret i slutet av 1800-talet. Grönt står för framgång, godhet och jordbruket.

## Historik
Dagens Sudan skapades 1956 av det dåvarande Anglo-egyptiska Sudan. Vid självständigheten infördes en trikolor i färgerna blått, gult och grönt. Den ersattes vid militärkuppen den 25 maj 1969 med den nuvarande flaggan.

### Tidigare flaggor

Sudans flagga 1956–1970